# Pseudotephritina inaequalis
Pseudotephritina inaequalis är en tvåvingeart som först beskrevs av Malloch 1931.  Pseudotephritina inaequalis ingår i släktet Pseudotephritina och familjen fläckflugor. Inga underarter finns listade i Catalogue of Life.